# Phyllanthus gentryi
Phyllanthus gentryi là một loài thực vật thuộc họ Euphorbiaceae. Đây là loài đặc hữu của Panama. Chúng hiện đang bị đe dọa vì mất môi trường sống.